# Чорноусово
Чорноу́сово (рос. Черноусово) — село у складі Білоярського міського округу Свердловської області.
Населення — 845 осіб (2010, 888 у 2002).
Національний склад станом на 2002 рік: росіяни — 96 %.